# 厄瑞玻斯
厄瑞彼斯（希臘語：Ἔρεβος）在希腊神话中是黑暗的化身，卡俄斯的儿子。他是倪克斯的哥哥，并且和她生下了埃忒耳、赫墨拉、摩罗斯、卡隆、厄罗斯以及克厉。
在晚期的神话中他也是地下世界的一个部分，是死者最先经过的地方。

## 字源
古希臘語名詞ἔρεβος（erebos）“黑暗”是來自閃語阿卡德語的字根ereb“日落、黑暗、西方”加上陽性人名字尾os而成的，所以厄瑞玻斯所居住的冥界就在世界的最西方，也是冥府最黑暗的空間裡。
附帶一提，歐洲Europa的字源也是閃語字根ereb，因為閃族人住在亞洲，看向歐洲方向時是太陽西沉之方，所以有“日落之地”的意思，也同等於“西方”，而日落之後天空就變為黑暗，故ereb同時具有“日落、黑暗、西方”三種意思。